# 斡勒忽讷
斡勒忽讷（羅馬化：Olqunu'ud），是蒙古部族中的一个氏族名称，属于弘吉剌部诸部族的一支。该部与蒙古部世代联姻，因蒙古帝国时期该部产生多位后妃而闻名。
弘吉剌诸部源自同一始祖“黄金壶”，“黄金壶”次子忽拜·失列是亦乞列思部与斡勒忽讷部的祖先。弘吉剌诸部与蒙古部自古保持通婚关系，其“黄金壶”传说与蒙古部“阿兰豁阿传说”存在关联。
乞颜部孛儿只斤氏的也速该在途中劫掠了正前往蔑儿乞部成婚的斡亦剌部女子诃额仑为妻，生下铁木真（成吉思汗）。村上正二认为，斡勒忽讷部与蒙古部世代联姻，此“抢婚传说”可能混入后世创作元素。
铁木真势力壮大后，于1206年建立蒙古帝国。斡勒忽讷部的斡剌儿、轻吉牙歹被任命为千户长，斡剌儿迎娶成吉思汗家族女性，称“古列坚（驸马）”。此后，其家族后裔与黄金家族持续保持姻亲关系。
斡剌儿家族主要在东方的元朝活动，轻吉牙歹家族则在西方的伊利汗国活跃，但其具体事迹记载较少。1368年元朝北迁后，斡勒忽讷部的动向不明。

## 斡勒忽讷兀惕部世系
- 诃额仑太后（Hö'elün Eke，اولون فوجین/ūālūn fūjīn）
- 斡剌儿·古列坚（Olar Küregen，اولار كوركان/ūlār kūrkān）
  - 塔出·古列坚（Taiču Küregen，تایجو كوركان/ṭāījū kūrkān）
    - 朮真伯·古列坚（J̌uǰinbai Küregen，جوجینبای/jūjīnbāī）
      - 別合剌·古列坚（Bekle Küregen）
        - 塔八·古列坚（Tabaq Küregen）
- 轻吉牙歹（Kinggiyadai，کينقياتاي/kīnqiyātāī）
  - 也可·也速儿（Yeke yesür ＞بوكا تیمور/yīsūr buzurg）
    - 火者·那颜（Khwaja noyan ＞خواجه نویان/khwāja nūyān）
      - 秃纳（Tona ＞تونا/tūnā）
        - 秃剌秃·古列坚（Torato Küregen ＞توراتو كوركان/tūrātū kūrkān）

      - 木剌合儿（Mulaqar ＞مولاقر/mūlāqar）